# يوسف نزال
يوسف نزال (1937 - 6 سبتمبر 1972) الشهير بالاسم الحركي توني هو نائب القائد في مجموعة تتكون من ثمانية فدائيين فلسطينيين قاموا بغزو 31 كونوليستراس في قرية ميونيخ الأولمبية في 5 سبتمبر 1972. أخذوا تسعة أعضاء من الفريق الأولمبي الإسرائيلي كرهائن بعدما تم قتل عضوين وهما لاعب رفع الأثقال يوسف رومانو ومدرب المصارعة موشيه واينبرغ في الاستيلاء الأولي. بثت صور التلفزيون إلى مليارات الأشخاص الذين يراقبون في جميع أنحاء العالم نزال في كثير من الأحيان طوال الأزمة على ما يبدو دائما التدخين ويرتدي النظارات الشمسية وقميص أحمر برقبة مفتوحة وقبعة رعاة البقر مما أدى إلى أن يتم تحديده على أنه كاوبوي. وفقا للمؤلف سيرج جروسار فإن نزال يحب أن يسمى غيفارا.

## النشأة
كان نزال قد قاتل في عمان في عام 1970 بعد طرد الأردن لمنظمة التحرير الفلسطينية وفي معارك جرش وعجلون في يوليو 1971. انتقل إلى ألمانيا الغربية للدراسة. وفقا لسيمون ريف عمل نزال في شركة نفط ميونخ.

## عملية ميونيخ

### أيام قبل الهجوم
في الأشهر السابقة للهجوم تمكن كل من نزال وقائد الهجوم لطيف عفيف من الحصول على عمل مؤقت في القرية الأولمبية بالعمل مع نزال في الطهي. عفيف ونزال يجلسان يلعبان الشطرنج ويلاحظون مجيء وذهاب الرياضيين في 31 كونوليستراس استعدادا للهجوم على الأحياء الإسرائيلية. تم العثور على نزال داخل شقة في 31 كونوليستراس في الساعة 8:00 صباحا في اليوم السابق للهجوم من قبل مسؤول أوروغواي لويس فريدمان. أفيد أن نزال قال بخجل لفريدمان باللغة الإنجليزية أن شخصا ما في المبنى أعطاه الفاكهة أحيانا فأعطاه فريدمان كل ما يمكن أن يحمله من ثمار.

### أزمة الرهائن
بينما كان عفيف المفاوض الرئيسي وقائد الفدائيين كان نزال يرافقه في بعض الأحيان في المداولات مع المندوبين الألمان أمام 31 كونوليستراس. كلما كان خارج المبنى كان نزال مسلحا دائما ببندقية كلاشينكوف ومسدس في حزام بنطلونه. في كثير من الأحيان على الرغم من أن نزال يمكن أن ينظر إليه في نافذة الشقة في الطابق الأول يدخن بشكل مستمر.

### فورستنفلدبروك
لدى هبوطها في مطار فورستنفلدبروك غادر كل من عفيف ونزال المروحيتين من طراز بيل أو-1 إيروقويز وسافرا لتفقد طائرة بوينغ 747 التي كانت متوقفة على بعد 150 مترا من ساحة الممر. في حين انتظر نزال خارجا ذهب عفيف إلى الداخل للتحقق من الطائرة. وجدت أنها فارغة فتبين على الفور أنه فخ وركضا مرة أخرى نحو المروحتين يصرخان محذرين زملائهما الفدائيين الستة الذين كانوا يقومون بحراسة المروحيتين التي تحتوي على الرياضيين الإسرائيليين. بعد أن ركضوا أضيئت المنطقة وأمر قائد الشرطة جورج وولف الذي كان يقف بجوار الرماة الثلاثة على سطح برج المراقبة القناصة بفتح النار. طلقتان من القناصة على البرج ضربتا إرهابيين يحرسان المروحيات وسقط أحمد شيك ثاء وعفيف أحمد حميد على الأرض على الرغم من مقتل واحد فقط على الفور. أطلق القناص الثالث حول عمود الزاوية على البرج من أجل إبقاء كل من عفيف ونزال في الأفق كما كانوا لا يزالون يعودون إلى المروحية. أصابت الطلقة الأولى بالرصاص بالقرب من عيسى الذي استقر على نفسه وتمكن من إعادته إلى المروحيات عن طريق التعرج عبر المدرج. أصابت الرصاصة الثانية نزال في ساقه مما جعله ينهار على المدرج. تمكن أحد زملائه الفدائيين جمال الغاشي البالغ من العمر ثمانية عشر عاما من الزحف إلى نزال في القتال الذي أعقب ذلك إلا أنه أطلق عليه الرصاص في المعصم.
على الرغم من إصابته في تبادل إطلاق النار في فورستنفلدبروك وبعد تبادل دام ساعتين مع رجال ألمانيا فقد تمكن نزال من الفرار عبر المطار إلى موقف للسيارات الذي تتبعه الشرطة والكلاب وحرس الحدود الألماني الغربي. تمكن نزال من التملص عن الشرطة لمدة ساعة أخرى قبل أن تتم محاصرته في زاوية وقتله في حوالي الساعة 1:30 صباحا ولكن ليس قبل إطلاق النار على حرس الحدود الألمان الغربيين في الرقبة.

## لاحقا في ميونيخ
تم تسليم جثث نزال وزملائه الأربعة من الفدائيين إلى ليبيا وأقيمت جنازة حضرها 30000 شخص من ساحة الشهداء في طرابلس إلى مقبرة سيدي منيدس حيث دفنوا.

## في الثقافة الشعبية
تم تجسيد شخصية نزال من قبل الممثلين جمشيد «جيم» سوهيلي في عام 1976 في الفيلم التلفزيوني 21 ساعة في ميونخ وميريك تادرس في فيلم ستيفن سبيلبرغ عام 2005 ميونيخ.